# فيليب فان تيغام
فيليب فان تيغام (1839-1914) (بالإنجليزية: Philippe Édouard Léon Van Tieghem)‏ هو عالم نبات فرنسي.